# 鳥栖貨物ターミナル駅
鳥栖貨物ターミナル駅（とすかもつターミナルえき）は、佐賀県鳥栖市原町1370番地4に駅事務所を置く、日本貨物鉄道（JR貨物）の貨物駅である。鹿児島本線所属。
営業キロ上は、九州旅客鉄道（JR九州）田代駅と同一地点にある。

## 歴史
2011年（平成23年）に開業した九州新幹線博多駅 - 新八代駅間の建設における久留米駅の工事において、久留米駅構内の貨物ホームなどが工事に支障をきたしていた。このため従来久留米駅が持っていた貨物駅機能を鳥栖駅に統合させることとなった。2005年（平成17年）度末まで鳥栖駅構内改良工事を実施し、鳥栖貨物ターミナル駅として2006年に改装開業した。久留米駅構内の施設部分に関しては、2006年（平成18年）度に新幹線計画用地として引き渡された。

### 年表
- 2006年（平成18年）3月18日：JR貨物鳥栖駅の貨物設備を整備し、開業。

## 駅構造
地上駅。コンテナホームは2面あり、島式1面と単式1面となるように、3本の荷役線が接している。荷役線はすべて着発線となっており、着発線荷役方式（E&S方式）を採用している。その他、通常の着発線が3本ある。
駅の構内には、営業窓口のJR貨物鳥栖営業所、乗務員基地機能を有する鳥栖総合鉄道部がある。

## 取扱貨物の種別
- 鉄道コンテナ貨物
  - 12ftコンテナ、20ft・30ft大型コンテナ、20ft海上コンテナを取り扱う。
- 産業廃棄物・特別産業廃棄物の取扱許可を得ている。
- 大牟田オフレールステーションへの中継駅となっている。

## 貨物列車・トラック便
高速貨物列車のみ停車する。下り列車（熊本・鍋島方面行き）は1日6本、上り列車（千早操車場方面行き）は1日4本停車する。下り列車の2本が当駅終着、上り列車の2本が当駅始発となっている。その他臨時列車も設定されている。
上り列車の行き先は東京貨物ターミナル駅が2本、大阪貨物ターミナル駅、百済貨物ターミナル駅・名古屋貨物ターミナル駅が1本ずつとなっている。残りの上り列車や下り列車の行き先はすべて九州地区の駅となっている。
その他、トラック便が大牟田オフレールステーションとの間に1日10往復運行されている

### トラック集配エリア
福岡県筑後地方、佐賀県東部・南部を集配エリアとする。久留米東郵便局への郵便物も当駅より運ばれている。

## その他
- 営業キロ上は九州旅客鉄道（JR九州）田代駅と同一地点にあるため[要検証 – ノート]、乗務員が持参している運転時刻表や仕業票等には、当駅を「田代鳥貨」と表記している。

## 隣の駅
九州旅客鉄道（JR九州）
鹿児島本線
弥生が丘駅 - 鳥栖貨物ターミナル駅（田代駅） - 鳥栖駅